# Alby (Norrtälje)
Alby is een plaats in de gemeente Norrtälje in het landschap Uppland en de provincie Stockholms län in Zweden. De plaats heeft 76 inwoners (2005) en een oppervlakte van 45 hectare. De plaats wordt omringd door zowel bos als landbouwgrond. De plaats ligt ongeveer 24 kilometer ten westen van de stad Norrtälje.